# Kamešnjak Mali
Kamešnjak Mali je nenaseljeni otočić u hrvatskom dijelu Jadranskog mora.
Njegova površina iznosi 0,074 km². Dužina obalne crte iznosi 1,11 km.